# Max Boruc
Maksymilian „Max“ Pawel Boruc (* 15. November 2002 in Warschau) ist ein polnisch-schwedischer Fußballtorhüter, der zuletzt bei Hibernian Edinburgh in der Scottish Premiership unter Vertrag stand. Er ist ein Cousin des ehemaligen Fußballtorhüters Artur Boruc.

## Karriere
Max Boruc begann seine Karriere als Jugendspieler in Schweden bei den Vereinen IFK Värnamo, Värnamo Södra FF und Husqvarna FF. Im Januar 2019 wechselte der Torhüter nach England in die Jugendakademie von Stoke City. Dort verblieb er für ein halbes Jahr, bevor er weiter zu West Bromwich Albion wechselte. Im Juni 2021 kehrte der 18-Jährige zurück nach Polen, als er einen Vierjahresvertrag bei Śląsk Wrocław unterschrieb. Mit der Profimannschaft reiste er in der Sommervorbereitung ins Trainingslager nach Kroatien, in dem er mit den anderen Torhütern des Vereins Bartłomiej Frasik, Matúš Putnocký und Michał Szromnik trainierte. In der Saison 2021/22 war er dritter Torhüter der ersten Mannschaft. Für die zweite Mannschaft absolvierte er in der gleichen Saison 12 Ligaspiele in der dritten Liga. In der Saison 2022/23 duellierte er sich mit Józef Burta um den Platz als Nummer 2 hinter Michał Szromnik.
Nach einem erfolgreichen Probetraining bei Hibernian Edinburgh im März 2023 wechselte Boruc im Juni 2023 mit einem Zweijahresvertrag zum Verein. Er war damit nach Maciej Dąbrowski, Zbigniew Małkowski und Grzegorz Szamotulski der vierte Pole in der 148-Jährigen Vereinsgeschichte. Hinter David Marshall und Jojo Wollacott wird er voraussichtlich dritter Torhüter in der Saison 2023/24 sein. Er gab sein Debüt für die „Hibs“ am 3. August 2023 in der Conference League gegen Inter Club d’Escaldes, als er im Rückspiel für den verletzten Wollacott eingewechselt wurde.